# Лунар Орбитър 3
Лунар Орбитър 3 (на английски: Lunar Orbiter 3) е космически апарат изстрелян от НАСА през 1967, изграден основно да фтографира зоните на лунната повърхност за потвърждение на безопасни места за приземяване на мисиите Сървейър и Аполо. Също е оборудван да събира данни за интензивността на радиацията и микрометеоритните удари.